# ビコーズ (ダルドロとテシェマッハーの曲)
「ビコーズ」(Because) は、エドワード・テシェマッハーが作詞、ギィ・ダルドロが作曲して、さらにフランス語の歌詞を加え、1902年に楽譜出版された楽曲。
日本語では「なぜなら」、「なぜならば」などとして言及されることがある。
しばしば結婚式で歌われる、定番のウェディングソングとなった。

## 歌詞
エドワード・テシェマッハーによる英語の歌詞は以下の通り。
ダルドロによるフランス語の歌詞。

## おもな録音

### エンリコ・カルーソー
テノール歌手エンリコ・カルーソーは、この歌をオリジナルのフランス語の歌詞で歌い、1912年12月7日に吹き込んだ。この78回転盤は、アメリカ合衆国ではビクターのレーベル「ビクトローラ (Victorola)」から、1913年に発売された。また、イギリスではグラモフォン社の「HMV」から発売された。

### ペリー・コモ
1947年12月2日に吹き込まれた、ペリー・コモのバージョンは、1948年にRCAビクターから発売されてヒットした。このシングルは、以下の諸形態で発表された。
- アメリカ合衆国ではRCAビクターから出た 78回転盤（カタログ番号：20-2653-A）は、B面に「If You Had All the World and Its Gold」を収めていた。このシングルは、1949年に45回転盤としてもリリースされた（カタログ番号：47-2728）。
- 同じく、アメリカ合衆国でRCAビクターから出た別の 78回転盤（カタログ番号：20-3299-A）は、B面に「Till the End of Time」を収めていた。このシングルも、1949年に45回転盤としてリリースされた（カタログ番号：47-2887）。
- イギリスではHMVから 78回転盤（カタログ番号：BD-1215）が1948年10月に出た。B面には、「It Only Happens When I Dance with You」が収められた。

このコモのバージョンは、1948年3月13日付で合衆国のチャートに入り、最終的に最高4位まで上昇した。

### マリオ・ランツァ
1951年に公開されたカルーソーの伝記映画『歌劇王カルーソ (The Great Caruso)』では、マリオ・ランツァがこの曲を歌った。ランツァはRCAビクターのためにこの曲を吹き込んでシングルとした。カルーソー自身が1912年に残したこの曲の録音も大ヒットした。
このバージョンは、『ビルボード』誌のチャートで、最高16位まで上昇し、14週間チャートにとどまった。